# Almanach Gotajski
Almanach Gotajski (Almanach de Gotha) – rocznik genealogiczny wydawany przez wydawnictwo „Justus Perthes” w językach niemieckim i francuskim w niemieckim mieście Gotha w latach 1763–1944. Od 1956 wydawany jest (tylko w języku niemieckim) przez SA Starke Verlag w Limburgu an der Lahn pod nową nazwą Genealogisches Handbuch des Adels, (GHdA) i obejmuje rodziny, których godność szlachecka została niegdyś uznana/nadana przez panujących w państwach języka niemieckiego, podzielone na „A” – prastara szlachta (niem Uradel), i „B” – szlachectwo z nadania (Briefadel). Spadkobiercą Alamanachu Gotajskiego oraz Genealogisches Handbuch des Adels jest wydawany od 2015 r. przez Deutsches Adelsarchiv almanach pod nazwą Gothaisches Genealogisches Handbuch (GGH).
Właściwy Almanach de Gotha był wydawany w języku francuskim (do roku 1941) i zawierał między innymi zbiór wiadomości ogólnych oraz genealogie rodzin panujących i arystokracji z tytułem książęcym (podzielonej na rodziny „A” – mediatyzowane, i „B” – tytuły nadane, w tym niemalże wszystkie polskie rody książęce) oraz informacje ważne dla dyplomacji (np. wykaz świąt narodowych i państwowych). Rodami szlacheckimi zajmowała się wydawana po niemiecku seria Gothaische Taschenbücher des Adels, często zwana potocznie „Almanachem Gotajskim”.
W 1998 roku spadkobiercy prawni wydawnictwa Justus Perthes wznowili wydawanie serii pod nazwą Almanach de Gotha kontynuując numerację pierwotnej serii przerwanej w 1944. Nowy almanach wydawany jest w Londynie w języku angielskim.